# 胡鹤鸣
胡鹤鸣（1994年3月21日—），生于维多利亚州丹德农，是一名澳大利亚男子乒乓球运动员。胡鹤鸣在七岁时开始练习乒乓球，当时他的父母和哥哥都在从事乒乓球运动，胡鹤鸣跟随了他们的步伐，在车库里开始练习乒乓球，不到一个月后，他加入了丹德农当地的乒乓球俱乐部。